# Megachile mendica
Megachile mendica är en biart som beskrevs av Cresson 1878. Megachile mendica ingår i släktet tapetserarbin, och familjen buksamlarbin. Inga underarter finns listade i Catalogue of Life.